# NGC 2742
NGC 2742 (NGC 2816) é uma galáxia espiral (Sc) localizada na direcção da constelação de Ursa Major. Possui uma declinação de +60° 28' 46" e uma ascensão recta de 9 horas, 07 minutos e 33,2 segundos.
A galáxia NGC 2742 foi descoberta em 19 de Março de 1790 por William Herschel.